# In a Time Lapse
 (octobre 2020).
Albums de Ludovico Einaudi
Einaudi - Essentiel
(2012) In a Time Lapse, The Remixes
(2013)
In a Time Lapse est un album du compositeur et pianiste italien Ludovico Einaudi, enregistré et publié en 2013.

## Pour piano, cordes et musique électronique
Album studio enregistré le 18 janvier 2013 à la Villa San Fermo à Lonigo. (Sauf Newton's Cradle, enregistré à Rome, à l'Auditorium Parco delle Musica),.  
La seconde édition (iTunes), en téléchargement sur la plateforme dédiée, ajoute 5 nouveaux titres bonus. Une version Deluxe Edition est également disponible (avec un CD de remixes). Enfin, une version DVD live a été diffusée en 2014, In a Time Lapse Tour.  
Einaudi renoue avec ses compositions classiques, riches en mélodies. Mêlant tristesse et lenteur, mélancolie et joie, il raconte une histoire aux multiples émotions.  
- les titres 1, 2, 4, 7, 8, 10, 11, 13, 16 et 17, sont pour piano, percussions et orchestre de chambre (violoncelle, violon, alto, guitare, kalimba, électro live, loops...)
- les titres 3, 6, 12 et 14 sont pour piano et orchestre à cordes (Ensemble I Virtuosi Italiani), composé de 2 violoncelles, 6 violons, 4 altos et 2 contrebasses
- les titres 5, 9, 15, 18 et 19 sont pour piano solo

### Liste des titres
| 1.      | Corale             | 2:05 |
| 2.      | Time Lapse         | 5:32 |
| 3.      | Life               | 4:23 |
| 4.      | Walk               | 3:28 |
| 5.      | Discovery at Night | 4:26 |
| 6.      | Run                | 5:32 |
| 7.      | Brothers           | 4:51 |
| 8.      | Orbits             | 2:57 |
| 9.      | Two Trees          | 6:26 |
| 10.     | Newton's Cradle    | 7:53 |
| 11.     | Waterways          | 4:18 |
| 12.     | Experience         | 5:15 |
| 13.     | Underwood          | 4:13 |
| 14.     | Burning            | 5:00 |
| 1:06:13 |                    |      |

| Edition bonus sur iTunes | Edition bonus sur iTunes                             | Edition bonus sur iTunes | Edition bonus sur iTunes | Edition bonus sur iTunes | Edition bonus sur iTunes | Edition bonus sur iTunes | Edition bonus sur iTunes | Edition bonus sur iTunes | Edition bonus sur iTunes |
| No                       | Titre                                                | Durée                    |                          |                          |                          |                          |                          |                          |                          |
| ------------------------ | ---------------------------------------------------- | ------------------------ | ------------------------ | ------------------------ | ------------------------ | ------------------------ | ------------------------ | ------------------------ | ------------------------ |
| 15.                      | Bever (bonus track téléchargeable)                   | 4:01                     |                          |                          |                          |                          |                          |                          |                          |
| 16.                      | The Dark Bank of Clouds (bonus track téléchargeable) | 3:11                     |                          |                          |                          |                          |                          |                          |                          |
| 17.                      | Sarabande (bonus track téléchargeable)               | 4:14                     |                          |                          |                          |                          |                          |                          |                          |
| 18.                      | Ronald's Dream (bonus track téléchargeable)          | 3:46                     |                          |                          |                          |                          |                          |                          |                          |
| 19.                      | Corale Solo (bonus track téléchargeable)             | 2:47                     |                          |                          |                          |                          |                          |                          |                          |
| 1:24:11                  |                                                      |                          |                          |                          |                          |                          |                          |                          |                          |

## In a Time Lapse, The Remixes
Albums de Ludovico Einaudi
In a Time Lapse
(2013) iTunes Festival: London 2013
(2013)
Album électro de 8 titres (7 sur la version Deluxe) remixés par 5 artistes et édité le 16 septembre 2013,.
- le titre 1 (Circles) est un arrangement pour voix du titre Experience tiré de l'album et interprété par Greta Svabo Bech
- les titres 2 et 8 sont des remixes de l'artiste électro britannique Dominic Major aka Dot Major
- les titres 3 et 4 de l'artiste électro américain Paul Geissinger aka Starkey
- le titre 5 est un remix de l'artiste américain Steven Phillip Siegel
- le titre 6 de Robert Lippok, qui collabore avec Einaudi depuis 2006
- le titre 7 est un remix du DJ britannique Matt Preston aka Phaeleh

### Liste des titres
| 1.    | Circles (d'après Experience) (Greta Svabo Bech) | 3:56 |
| 2.    | Time Lapse (Dot Major Remix)                    | 5:50 |
| 3.    | Experience (Starkey Remix)                      | 5:41 |
| 4.    | Walk (Starkey Remix)                            | 3:57 |
| 5.    | Time Lapse (Steven Siegel Remix)                | 5:24 |
| 6.    | Discovery At Night (Lippok Remix)               | 6:18 |
| 7.    | Walk (Phaeleh Remix)                            | 5:08 |
| 8.    | Time Lapse (Dot Major Radio Edit Remix)         | 3:39 |
| 36:12 |                                                 |      |

## Deluxe Edition
Cette édition en 2 CD réuni la première version de l'album à la version électro In a Time Lapse, The Remixes de 2013. Soit 14 titres et 7 remixes.

### Liste des titres
| 1.  | Corale             | 2:05 |
| 2.  | Time Lapse         | 5:32 |
| 3.  | Life               | 4:23 |
| 4.  | Walk               | 3:28 |
| 5.  | Discovery at Night | 4:26 |
| 6.  | Run                | 5:32 |
| 7.  | Brothers           | 4:51 |
| 8.  | Orbits             | 2:57 |
| 9.  | Two Trees          | 6:26 |
| 10. | Newton's Cradle    | 7:53 |
| 11. | Waterways          | 4:18 |
| 12. | Experience         | 5:15 |
| 13. | Underwood          | 4:13 |
| 14. | Burning            | 5:00 |

| 1. | Circles (d'après Experience) (Greta Svabo Bech) | 3:56 |
| 2. | Time Lapse (Dot Major Remix)                    | 5:50 |
| 3. | Experience (Starkey Remix)                      | 5:41 |
| 4. | Walk (Starkey Remix)                            | 3:57 |
| 5. | Time Lapse (Steven Siegel Remix)                | 5:24 |
| 6. | Discovery At Night (Lippok Remix)               | 6:18 |
| 7. | Walk (Phaeleh Remix)                            | 5:08 |

## In Time a Lapse Tour
Cette section ne s'appuie pas, ou pas assez, sur des sources secondaires ou tertiaires indépendantes du sujet.

Pour l'améliorer, ajoutez-en, ou placez des modèles {{Source secondaire souhaitée}} ou {{Source secondaire nécessaire}} sur les passages mal sourcés. (mai 2021)
In a Time Lapse Tour (Live in Verona) est un DVD live réalisé en 2014 lors de la tournée de présentation de l'album.
Enregistrement live du concert donné à Vérone, le 28 juillet 2014 par Ludivico Einaudi et son orchestre de chambre d'une douzaine de musiciens. Le DVD est publié en 2015.
Les morceaux sont pour piano, ensemble à cordes (2 altos, 3 violons (et 1 solo), 2 violoncelles), guitare acoustique, basse électrique, musique électronique (live) et de multiples percussions.
Les titres proviennent des albums : In a Time Lapse (1 à 7), Divenire (9), Nightbook (8, 10) et Le onde (11).
| No  | Titre           | Durée |
| --- | --------------- | ----- |
| 1.  | Waterways       |       |
| 2.  | Walk            |       |
| 3.  | Time Lapse      |       |
| 4.  | Life            |       |
| 5.  | Experience      |       |
| 6.  | Orbits          |       |
| 7.  | Newton's Cradle |       |
| 8.  | The Tower       |       |
| 9.  | Divenire        |       |
| 10. | Eros            |       |
| 11. | Le Onde         |       |